# Troène commun
Ligustrum vulgare
Espèce
Classification phylogénétique
Le troène commun (Ligustrum vulgare) est une espèce de plantes à fleurs de la famille des Oléacées. C'est un arbuste très rameux, à feuillage semi-caduc, aux fleurs blanches très odorantes, à baies noires et qui est cultivé comme arbrisseau décoratif. C'est la seule espèce de troène à pousser spontanément en Europe. On la trouve aussi en Afrique du Nord.
Il est très employé pour faire des haies, en raison de sa rusticité, et du fait qu'il supporte très bien des tailles répétées plusieurs fois par an.
Son pollen peut être allergène pour certaines personnes qui y sont sensibles. Son fruit est toxique.
D'autres noms vulgaires : bois puant, bois-noir, buis de Vierge, frésillon, herbe à l'encre, meur(i)on, puin(e) (Picardie, Normandie), raisin-de-chien, sauveignot (sauvillot), truflier et verzelle.
Le troène commun est notamment l'espèce-hôte du sphinx du troène (Sphinx ligustri).

## Description

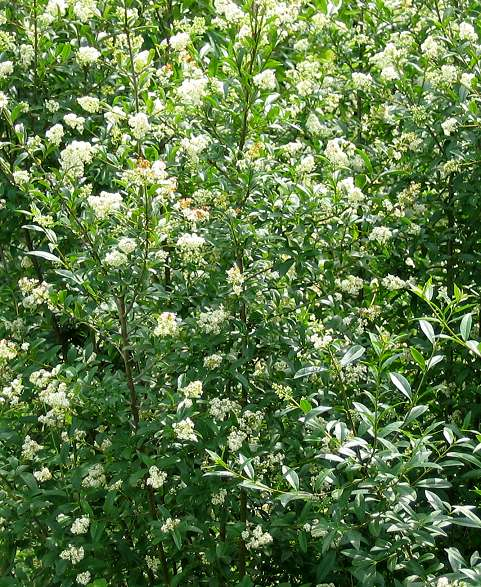
Floraison d'un troène non taillé.

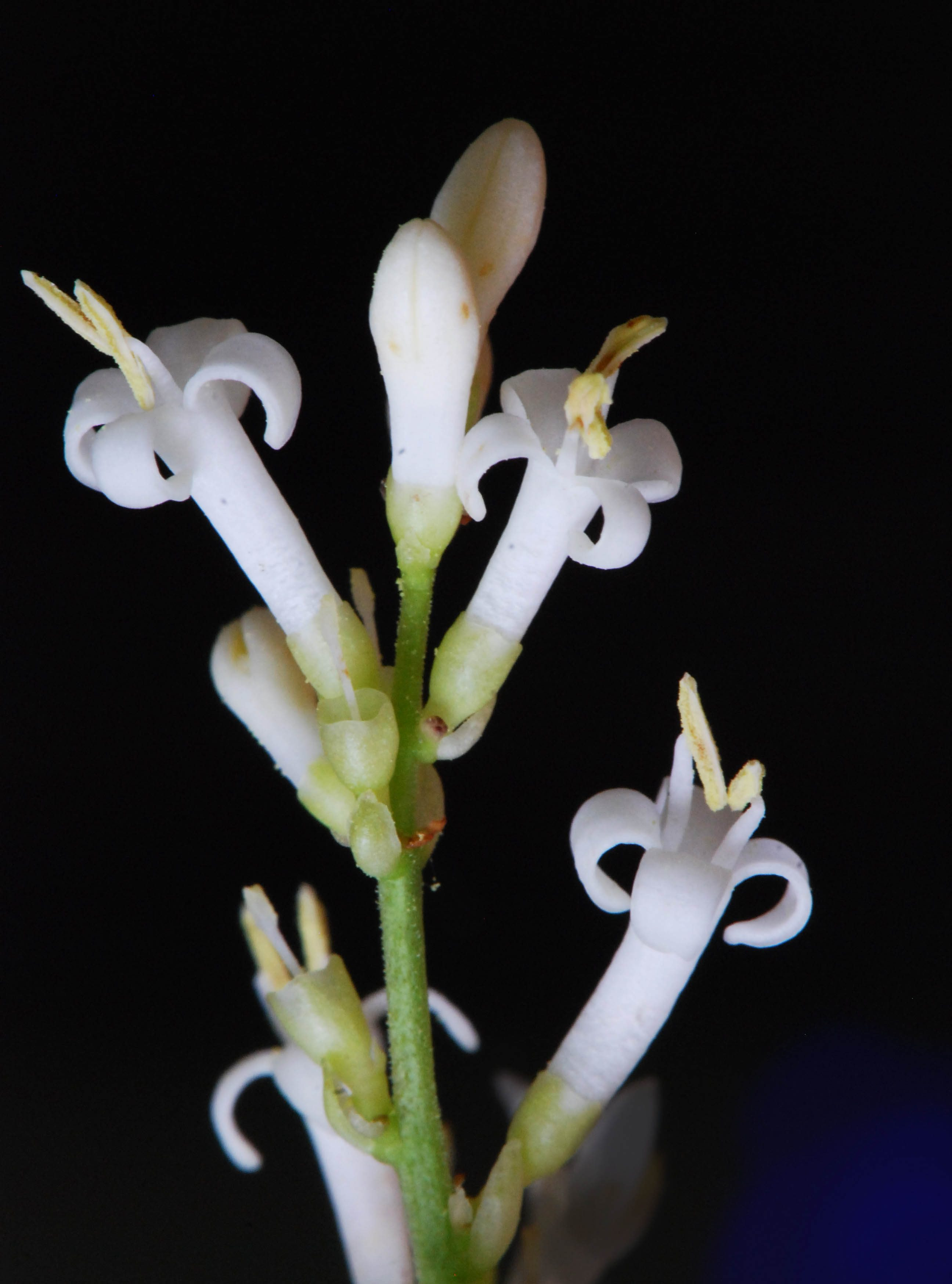
Fleurs.

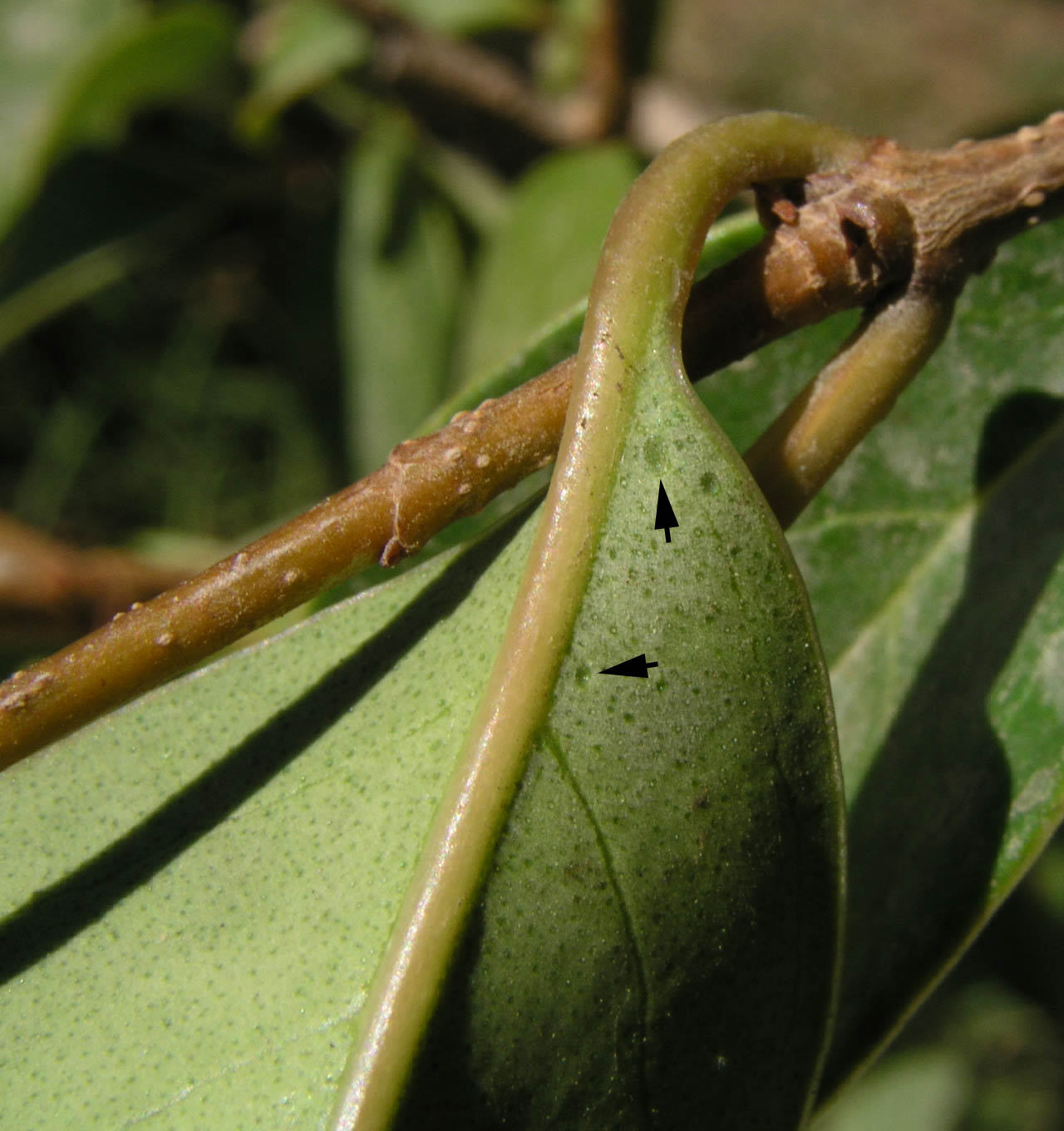
Pétiole et nectar extra-floral (flèches noires).

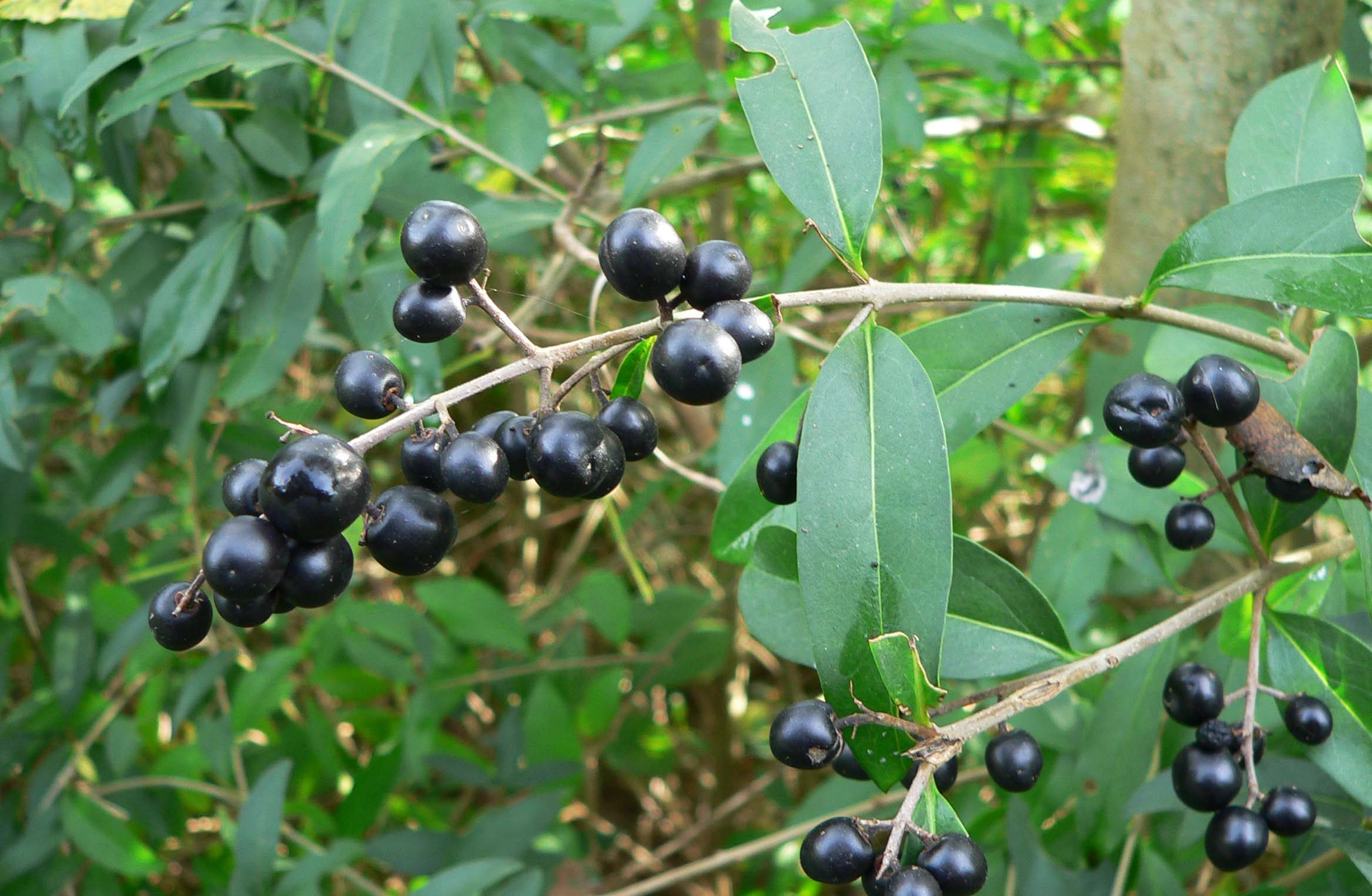
Les baies du troène sont toxiques, mais elles n'apparaissent pas sur le troène régulièrement taillé qui ne fleurit pas.

- Les feuilles (2 à 8 cm. de longueur) sont de couleur verte, plutôt foncée, luisantes, glabres et coriaces. Elles sont simples, ovales à nervure centrale très nettement apparente, elliptiques et pointues. Elles sont à bords lisses et à disposition opposée. Le feuillage est caduc, à semi-persistant, suivant les températures hivernales. Il tombe tardivement et rougit à l'arrivée de l'hiver. Les feuilles sont toxiques ou répulsives pour de nombreuses espèces. Elles sont attachées aux rameaux par un court pétiole parfois rougeâtre.
- Les fleurs sont petites et blanches, hermaphrodites, très parfumées (arôme contenant du triméthylamine) et mellifères. La corolle comporte un long tube blanc dépassant le calice, à quatre lobes étalés, ovales, concaves ; les étamines sont incluses. 
Elles sont disposées en panicules terminales denses produisant des grappes de petits fruits. Elles apparaissent en mai et juin. Le troène ne fleurit pas ou très peu s'il est taillé.
- Les fruits sont de petites baies noir bleuté (mûres en octobre), globuleuses et brillantes. Chaque baie contient un suc très amer et renferme le plus souvent quatre semences (plates d'un côté et relevées en bosse de l'autre) au goût très désagréable. Même les oiseaux les évitent, sauf lorsqu'ils n'ont rien d'autre à picorer. La baie mûre (3 mm. de largeur), à pulpe rougeâtre, persiste jusqu'au printemps suivant.

Il semble que les jardiniers aient sélectionné des troènes perdant moins leurs feuilles ; on disait au XVIIIe siècle de lui « ses feuilles sont toutes les dernières à tomber, & que souvent elles restent sur l'arbrisseau pendant tout l'hiver, lorsqu'il n'est pas rigoureux ».

L'écorce ancienne est unie et brun-cendré, ou peut être marquée de lenticelles blanchâtres quand elle est plus jeune.
Il pousse quantité de rameaux droits et allongés, à écorce beige sur des tiges dressées ou rampantes, tandis que les jeunes rameaux sont opposés, souples, gris vert, avec des ponctuations verruqueuses. Souvent retombants, les rameaux s'enracinent dans le sol, ce qui donne des marcottes naturelles. Il rejette assez facilement de souche.
Il forme des buissons (jusqu'à 5 m. de hauteur) dont la cime s'arrondit avec l'âge, s'il n'est pas taillé.

## Répartition géographique
Parmi la cinquantaine d'espèces de troènes, celle du troène commun est la seule à pousser spontanément en Europe. On la trouve aussi en Afrique du Nord.

## Risque de confusion
Le troène commun est différent de celui, de plus en plus employé pour la constitution de haies (le troène à feuilles ovales), qui est originaire du Japon. Il s'en distingue notamment par la pilosité de ses jeunes pousses, ses feuilles lancéolées, caduques, à semi persistantes.

## Habitat
Il est répandu dans toute l'Europe, spontané ou issu de plantation. On le rencontre par exemple presque partout en France jusqu'à 1 200 m.
Le troène supporte la mi-ombre, mais s'épanouit et fleurit le mieux dans les zones ensoleillées (essence héliophile) : lisière, forêts claires, clairières, les haies, landes non acides ou prairies, sur des sols plutôt frais, humides, sans être engorgés.
Il semble préférer les terrains calcaires et riches. Il supporte bien le froid (- 17 °C en moyenne).

## Utilisation
Il est aujourd'hui, et depuis plusieurs siècles, surtout employé pour la conception de haies faciles à tailler, en particulier le « troëne toujours vert » :

« Quoique cet arbrisseau soit originaire d'Italie, il est cependant aussi robuste que l'espece commune. On le qualifie toujours vert parce que ses feuilles ont un peu plus de tenue, & qu'il faut un hiver très rigoureux pour les faire tomber. Mais ce n'est pas là ce qui constitue la seule différence de ce troëne avec le commun; il fait un plus grand arbre qui s'élève à 15 ou 18 pieds. Ses feuilles sont plus larges & d'un vert plus foncé; ses grappes de fleurs sont plus grandes & d'une blancheur plus parfaite, & ses baies sont plus grosses & d'un noir plus luisant. Quand on ne cultivera pas ce troêne pour l'agrément qu'il a de plus, il sera toujours fort utile de le multiplier pour son bois qui fournira plus de ressources. »

De même, il sert ou servait à former des palissades, des massifs et à retenir les terres en pente.
Ses rameaux effilés et flexibles étaient ou sont encore utilisés par les vanniers pour faire des liens, des claies et des paniers. Les tailles fraîches de jeunes rameaux peuvent être utilisées en BRF (Bois raméal fragmenté).
Son bois homogène, blanc, veiné de brun au cœur, serré, lourd et relativement durable est utilisé en tournerie (manche de couteau, bobines, chevilles). Il a été employé pour faire des perches de vigne (« & on en trouve souvent de huit & dix piés de longueur »). On en a fait du charbon de bois utilisé pour faire de la poudre à canon.
Son écorce a servi à produire des colorants (teinture jaune). De son fruit on tirait une couleur noire pour teindre les chapelets ou une encre violacée employée par les gantiers et les enlumineurs. On l'utilisait aussi pour assombrir les bois clairs pour leur donner un air de bois exotique. Le fruit a servi de colorant pour frelater le vin.  « On en fait une couleur noire & un bleu turquin dont les Teinturiers se servent, & surtout les enlumineurs d'estampes; on en peut faire d'assez bonne encre, & les frélateurs les emploient quelquefois pour donner de la couleur au vin, mais fort aux dépens du goût » [Qui ?].
On peut tirer de ses graines une bonne huile à brûler.
Proche du lilas, il peut lui servir de porte-greffe.

### En médecine
On a dans le passé « fait aussi quelque usage en médecine de la feuille & de la fleur de cet arbrisseau, qui sont détersives, astringentes & antiseptiques ». Les fleurs et les feuilles sont antiscorbutiques et ont été utilisées pour guérir les abcès de la bouche. L'écorce contient de la syringine, de la syringopicrine, du ligustron, de la mannite, du saccharose, et les diastases émulsine et invertine. Les feuilles renferment de la mannite, mais manquent de syringine.
Usage médicinal ancien : 
«  Troene, (Mat. méd.) on ne fait point, ou on fait très - rarement usage du troène intérieurement; cependant quelques auteurs recommandent le suc des feuilles & des fleurs jusqu'à la dose de quatre onces, & la décoction jusqu'à six ou huit contre le crachement de sang ; les hémorragies & les fleurs blanches. On les emploie très - utilement à l'extérieur en gargarisme dans les ulcères de la bouche, inflammations & excoriations de la luette, de même que dans le relâchement & la chute de cette dernière partie. On s'en sert aussi dans les aphtes ou ulcères de la gorge, ou dans les ulcères des gencives. Geoffroy, Mat. méd. »

## Toxicité
Les fruits (petites baies de 0,5 à 0,8 cm) sont toxiques pour l'Homme (toxine non identifiée). L'ingestion de douze baies suffit à provoquer des troubles digestifs (irritation gastrique), des vomissements et une diarrhée . Des ouvrages anciens ont signalé un décès.

La gastro-entérite résultant de l'ingestion peut persister 48 à 72 heures .
La littérature cite  un cas de moutons mortellement empoisonnés après avoir mangé des branches coupées provenant d'une espèce de troène apparentée (Ligustrum ovalifolium) plantée dans une haie.
Les baies persistent tout ou partie de l'hiver, voire jusqu'à l'été suivant pour certains fruits déshydratés qui ne tombent qu'après ce délai.

Le pollen est allergisant chez certaines personnes, mais, son poids le faisant souvent tomber sur les feuilles sous-jacentes, ou au sol, quand il n'a pas été récolté par les insectes, il n'a pas tendance à se répandre. Les syrphes apprécient particulièrement le pollen ou le nectar du troène.

## Cultivars
- Ligustrum vulgare 'Argenteovariegatum'
- Ligustrum vulgare 'Aureum' (à feuilles jaunes)
- Ligustrum vulgare 'Buxifolium' (à petites feuilles ovales ne dépassant pas 2.5 cm de longueur)
- Ligustrum vulgare 'Cheyenne' (tolérant au froid, sélectionné en Amérique du Nord)
- Ligustrum vulgare 'Insulense' (feuilles longues en forme de flèches, de 5 à 11 cm de longueur et 1 à 2.5 cm de largeur)
- Ligustrum vulgare 'Italicum'  (touffu)
- Ligustrum vulgare 'Leucocarpum' (à fruits gris-blanc)
- Ligustrum vulgare 'Lodense' (en buisson très dense)
- Ligustrum vulgare 'Microphyllum'
- Ligustrum vulgare 'Pendulum'
- Ligustrum vulgare 'Pyramidale'
- Ligustrum vulgare 'Xanthocarpum' (baies jaunes)...